# Lissosculpta celebensis
Lissosculpta celebensis là một loài tò vò trong họ Ichneumonidae.